# Kleiner Fleiner
Der Kleine Fleiner ist eine alte Apfelsorte, die vor allem in Baden-Württemberg beheimatet ist. Im Jahr 2010 wurde der Apfel durch den Landesverband für Obstbau, Garten und Landschaft Baden-Württemberg zur „Streuobstsorte des Jahres“ ernannt.

## Herkunft und Verbreitung
Die genaue Herkunft des Kleinen Fleiners ist nicht abschließend überliefert. Adrian Diel vermutete, dass der Kleine Fleiner die gleiche Sorte sei wie der von ihm beschriebene Große Winterfleiner, heute sind sich die Pomologen jedoch einig, dass es sich dabei lediglich um verwandte Sorten handelt. Die ersten expliziten Beschreibungen des Kleinen Fleiners stammen von Johann Ludwig Christ (1794) und Johann Kaspar Schiller (1795). Zum Ende des 19. Jahrhunderts galt die Sorte als weit verbreitet im damaligen Württemberg.
Benannt wurden sowohl der Große als auch der Kleine Fleiner nach dem Ort Flein in der Nähe von Heilbronn im nördlichen Baden-Württemberg.

## Beschreibung

### Frucht
Der Kleine Fleiner gilt als typische Streuobstsorte. Der kleine bis mittelgroße, kegelförmige Apfel kann ab Oktober geerntet werden, die Genussreife reicht von Dezember bis in den Februar oder März. Die Schale des Apfels ist glatt und matt glänzend und weist nur wenige Lentizellen auf. Die Farbe reicht von hellgrün über weißgelb bis (hell)rot. Das feste weiße Fruchtfleisch weist überwiegend einen süßen, saftigen Geschmack auf.
Verwendet wird der Kleine Fleiner hauptsächlich für Saft und Most, aber auch zum Backen und als Kompott.

### Baum
Der Baum des Kleinen Fleiners wächst in den ersten Jahren relativ stark und schnell und bildet eine kugelförmige Krone aus. Die Baumblüte setzt früh ein und ist frostempfindlich. Die Form der Krone verändert sich im Laufe der Alterung des Baumes aufgrund meist hoher Erträge von rundlich zu leicht nach unten hängend.

## Synonyme
Gängige Synonyme des Kleinen Fleiners sind Glasfleiner und Fleiner Petit.